# 'A'isha al-Taymur
ʿĀʾisha al-Taymūr, o Aisha al-Taymūriyya, o Aisha ʿIṣmat al-Taymūr, o Aisha 'Esmat al-Taymuriyya (in arabo عائشة ﺍﻟﺘيمور‎?; Il Cairo, 1840 – Il Cairo, 1902), è stata un'attivista e scrittrice egiziana di origine curda.

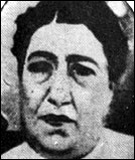
ʿĀʾysha al-Taymūr

Fu una pioniera della lotta per l'emancipazione della donna, una poetessa, scrittrice e femminista.
ʿĀʾisha al-Taymūriyya è stata onorata con l'attribuzione del suo nome a uno dei crateri del pianeta Venere.

## Biografia

### Gioventù
ʿĀʾisha era figlia di Ismāʿīl Taymūr, un ufficiale turco di cultura curda.
Nacque in una famiglia aperta alla cultura letteraria. Suo fratello Ahmed Pascià Taymur era un ricercatore e scrittore di racconti. Ella ebbe due nipoti di grande prestigio letterari: Muhammad Taymur, autore di racconti di grandissimo pregio, morto tuttavia assai giovane, e Mahmud Taymur, anch'egli autore di racconti, romanzi e pezzi teatrali.

### Famiglia
Il padre di ʿĀʾisha volle costantemente che la figlia crescesse usufruendo di un'adeguata istruzione. ʿĀʾisha si sposò nel 1854, a 14 anni, con Muḥammad Bey Tawfīq al-Islāmbūlī e lasciò il suo Paese col marito alla volta di Istanbul. Quando egli morì, tornò però in Egitto.

## Attivismo politico
Con altre femministe del suo periodo, condusse varie battaglie politico-culturali in favore dell'istruzione femminile. Si dedicò a opere di beneficenza e combatté contro il dominante colonialismo, non solo britannico.

## Scritti
ʿĀʾisha scrisse poesie in arabo, turco e persiano. Ebbe una fondamentale influenza sulla letteratura araba femminile che si stava allora timidamente manifestando. Il suo libretto di appena 16 pagine del 1892, Mirʾat al-taʿāmul fī al-umūr (Lo specchio che riflette sulle cose) reinterpretava il Corano per suggerire che esso fosse meno marcatamente patriarcale nei confronti del conservatorismo islamico.